# Mexiko i olympiska sommarspelen 1924
Mexiko deltog med 15 deltagare vid de olympiska sommarspelen 1924 i Paris. Ingen av landets deltagare erövrade någon medalj.